# John Pascoe Grenfell

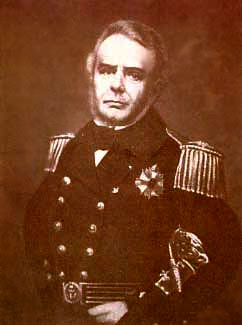
Admiral John Pascoe Grenfell, etwa 1860

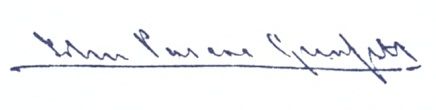
Grenfells Unterschrift

John Pascoe Grenfell (* 20. September 1800 in Battersea, London; † 20. März 1869) war gebürtiger Engländer und wurde Admiral der brasilianischen Kriegsmarine sowie Diplomat des Kaiserreiches Brasilien.

## 1800 bis 1826
Grenfell wurde im Londoner Stadtteil Battersea geboren. Bereits im Alter von 11 Jahren fuhr er für die East India Company zur See, die Reisen führten ihn mehrere Male nach Indien. Grenfell diente wohl auch in der Royal Navy. 1819 trat er in die Dienste der Republik Chile und war im Chilenischen Unabhängigkeitskrieg unter dem Kommando von Thomas Cochrane, 10. Earl of Dundonald beteiligt. Er erreichte den Rang eines Leutnants. Erwähnenswert ist seine Beteiligung an einer Kommandoaktion zur Enterung der spanischen Fregatte
Esmeralda am 5. Februar 1820, Grenfell wurde dabei schwer verletzt. Bereits drei Jahre später hatte er den Rang eines Fregattenkapitäns inne. Mit Cochrane gemeinsam nahm er ab dem Jahr 1823 an den Kämpfen des Brasilianischen Unabhängigkeitskrieges gegen Portugal teil. Persönlich zeichnete er sich hierbei bei seinem gelungenen taktischen Manöver zur Übergabe der portugiesischen Stadt und Festung Pará aus. Grenfell verlor bei einem Gefecht vor Buenos Aires im Argentinisch-Brasilianischen Krieg, an dem er unter dem Kommando eines Commander Norton ebenfalls beteiligt war, am 29. Juli 1826 seinen rechten Arm, Grenfell begab sich zur Erholung wieder nach England.

## 1827 bis 1851
Grenfell reiste 1828 nach Südamerika zurück, er heiratete 1829 in Montevideo Maria Dolores Masini, mit der er acht Kinder hatte. Sir John Grenfell Maxwell war einer seiner Enkel. In den Jahren 1835/36 war er mit einer kleinen Flottille an der Bekämpfung von Rebellen auf den Seen von Rio Grande do Sul beteiligt, er hatte Anteil an deren letztendlicher Aufgabe. 1841 wurde er zum Konteradmiral befördert. Fünf Jahre später wurde er zum brasilianischen Generalkonsul in England bestellt und kehrte dorthin zurück, wo er in Liverpool residierte. 1848 war er an der Rettung von Passagieren und Crew der Ocean Monarch beteiligt, er hielt sich für Testfahrten eines für Brasilien in England gebauten Kriegsschiffes zufällig in der Nähe des Unglücksortes auf.

## 1851/52 bis Lebensende

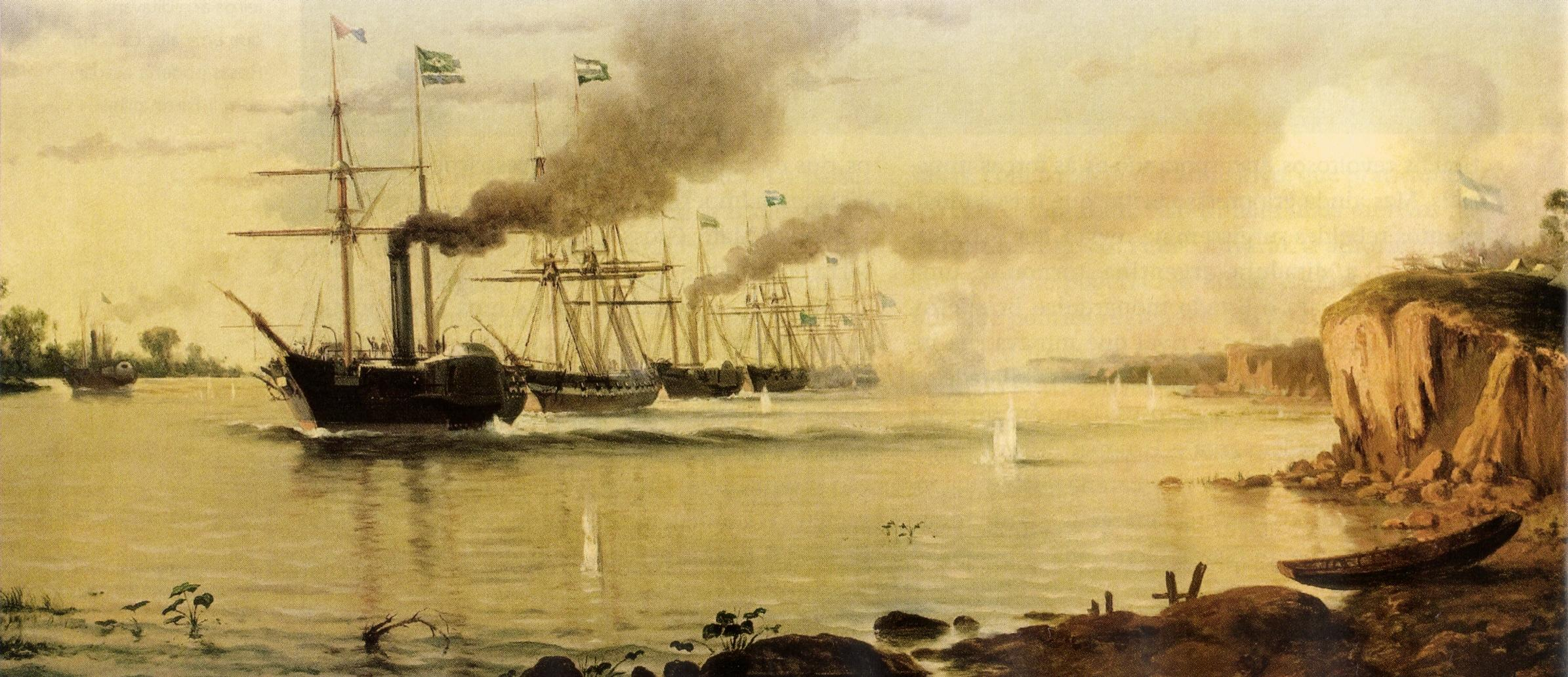
Darstellung des Durchbruches von Tonelero unter dem Kommando Grenfells, Gemälde von ca. 1880

1851 kehrte Grenfell erneut anlässlich des zwischen Brasilien und Argentinien ausgebrochenen Krieges zurück und übernahm abermals eine Flottille in der brasilianischen Marine. Er war an Operationen auf dem Río Paraná beteiligt, wo unter seinem Kommando am 17. Dezember 1851 mit sechs Korvetten und einer Brigg der entscheidende Durchbruch der durch argentinische Artillerie gesicherten Passage bei Tonelero gelang. Grenfell wurde nach dem Friedensschluss zunächst zum Vizeadmiral und danach zum Admiral befördert, ebenso wurde er mit zwei hohen brasilianischen Orden, dem Orden der Rose als auch dem Orden vom Kreuz des Südens ausgezeichnet. Grenfell kehrte 1852 wieder nach Liverpool zurück und nahm die Amtsgeschäfte als Generalkonsul bis zu seinem Tod am 20. März 1869 wahr.